# Янушкевич, Михаил Борисович
Михаил Борисович Янушкевич (род. 1946) — советский и российский актёр театра и кино. Народный артист Российской Федерации (2007).

## Биография
Михаил Янушкевич родился 27 июня 1946 года.
Окончил Школу-студию МХАТ в 1969 году (курс В. Маркова).
Театральными кругами был отмечен очень удачный дебют, когда он был ещё студентом — в роли подростка Аркадия в спектакле «Исповедь молодого человека» по роману «Подросток» Ф. Достоевского в Московского драматическом театре им. К. С. Станиславского, куда впоследствии, сразу по окончании школы-студии МХАТ, он был принят и где им было сыграно множество ролей.
С 2002 года актёр работает на разных московских сценах и не связан с каким-либо единым театральным коллективом.
Жена — театровед Алла Михалёва.

## Признание и награды
- Заслуженный артист Российской Федерации (1997)[3]
- Народный артист Российской Федерации (2007)[1]

## Творчество

### Роли в театре

#### Театр имени Станиславского
- 1969 — «Исповедь молодого человека» по роману «Подросток» Ф. М. Достоевского — Аркадий[4]
- 1978 — «Брысь, костлявая, брысь!» С. Шальтяниса. Режиссёр Борис Морозов — Римавичус
- 1979 — «Мелодия для павлина» О. Заградника. Режиссёр Римас Туминас — Мариан Белан
- «Смех лангусты или Игра о Саре Бернар» Дж. Маррелла — Жорж Питу
- «Процесс» по роману Франца Кафки — Йосеф К.
- «Дачники» М. Горького — Дудаков

Международная конфедерация театральных союзов:
- 1997 — «АРТ» Я. Реза. Режиссёр — Патрис Кербрат (российско-французский спектакль) — Серж

Театр на Малой Бронной: 
- 1999 — «Пляска смерти» А. Стриндберга. Режиссёр Виктор Гульченко — Эдгар

Школа драматического искусства п/р А. Васильева: 
- «Король Лир» Шекспира — Лир

«Современник»: 
- 2000 — «Три сестры» А. Чехова. Режиссёр Галина Волчек — Чебутыкин

Театр им. Маяковского:
- 2001 — «Входит свободный человек» Т. Стоппарда. Режиссёр Юрий Иоффе — Джордж Райли

Государственный театр наций:
- 2003 — «Берлиоз» Сергея Коробкова. Режиссёр Михаил Скоморохов — Друг
- «Dance macabre» (Пляска смерти) по А. Стриндбергу — Эдгар;
- 2006 — «Федра. Золотой колос». Режиссёр Андрей Жолдак — Доктор

Театр имени Леси Украинки (Киев):
- 2008 — «Бабье лето» А. Менчелла —Сэм.

### Фильмография
- 1962 — Здравствуйте, дети! — Тимка
- 1968 — Нейтральные воды — Джон
- 1973 — Москва — Кассиопея — французский журналист
- 1974 — Отроки во Вселенной — журналист
- 1975 — Такая короткая долгая жизнь — Пузырьков
- 1976 — Русалочка — Разбойник
- 1984 — Дом на дюнах — Беппо
- 1985 — Сцены из трагедии М.Лермонтова «Маскарад» — Игрок
- 1987 — Доченька
- 1987 — Мы ли это?
- 1988 — Слуга
- 1988 — Порог — Шаргай
- 1988 — Не забудь оглянуться — Тяпа
- 1989 — Зима в раю — Коля, сын Леонида Дмитриевича, парикмахер
- 1991 — Кремлёвские тайны шестнадцатого века
- 1998 — Самозванцы
- 2002 — Русские амазонки
- 2004 — Шутейные рассказы Вячеслава Шишкова — главная роль
- 2004 — Крёстный сын — Лозовой, писатель
- 2008 — Бумеранг